# St. Matthäus (Pattern)
St. Matthäus war eine römisch-katholische Pfarrkirche in Pattern, einem Ortsteil von Aldenhoven im Kreis Düren in Nordrhein-Westfalen. Sie wurde zwischen 1858 und 1861 erbaut und aufgrund des fortschreitenden Tagebaus Inden am 12. Juli 1990 abgerissen.

## Lage
Die Pfarrkirche lag in der Ortsmitte von Pattern, umgeben vom Friedhof.

## Geschichte
Pattern gehörte seit jeher zur Pfarre Geuenich, so wie auch die Orte Altdorf und Inden, besaß aber bereits seit dem 9. oder 10. Jahrhundert eine eigene Kapelle. Im 13. Jahrhundert wurde eine neue Kapelle erbaut, ein kleiner Saalbau im Stil der Romanik mit Mittelstütze. Die Erlaubnis zur Spendung der Sakramente und einen eigenen Seelsorger hatte Pattern seit dem 15. Jahrhundert, lediglich die Taufe musste in der Pfarrkirche von Geuenich gespendet werden. Auch die Toten durften seitdem in Pattern bestattet werden. Das Kollationsrecht an der Kapelle hatten seit dem 16. Jahrhundert die Herren von Pattern. Im Zuge der Franzosenzeit wurde Pattern 1804 eigenständige Pfarrei und die alte Pfarre Geuenich aufgelöst. Zugleich wurde aus der Kapelle eine Pfarrkirche.
Mitte des 19. Jahrhunderts beschloss man den Bau einer neuen Pfarrkirche. Nach dem Abriss der alten Kirche 1858 wurde an gleicher Stelle bis 1861 die neue Pfarrkirche erbaut. Die Pläne dazu lieferte ein Baumeister namens Dunkel, der wohl aus der Umngebung stammte. Die Grundsteinlegung war am 27. September 1858, die Kirchweihe am 8. August 1861. 
Im Zweiten Weltkrieg wurde St. Matthäus beschädigt, konnte aber nach dem Krieg unter der Leitung von Architekt Worms aus Jülich in alter Form wiederhergestellt werden. 1982 erfolgte eine letztmalige Renovierung.
Im Zuge des wachsenden Tagebaus Inden mussten die Bewohner Patterns zwischen 1985 und 1991 nach Neu-Pattern umsiedeln. 1989 fanden die letzte Erstkommunion und das letzte Patronatsfest in der Pfarrkirche statt; zu letzterem Ereignis reiste der Aachener Bischof Klaus Hemmerle an. Vermutlich auch 1989 wurde die Kirche profaniert. Als Ersatz entstand 1992 die Matthäuskapelle am Umsiedlungsort Neu-Pattern. Die St. Matthäus-Kirche wurde am 12. Juli 1990 als eines der letzten Gebäude des Dorfes abgerissen.

## Baubeschreibung
St. Matthäus war eine einschiffige Saalkirche aus Backstein im Stil der Neugotik. Der Chor im Osten war etwas niedriger und schmaler als das Langhaus, einjochig und fünfseitig geschlossen. Das Langhaus bestand aus vier Jochen. Daran war im Westen der viergeschossige Glockenturm vorgebaut, der von einem achtseitigen Helm bekrönt war. Die Fenster besaßen alle zweibahniges Maßwerk und der Innenraum war von Kreuzrippengewölben überspannt.

## Ausstattung
In der Kirche befand sich eine neugotische aus Holz gefertigte Ausstattung, die der Kölner Baumeister Vincenz Statz entwarf. Sie bestand aus dem Hochaltar, zwei Nebenaltären, der Kanzel, der Kommunionbank sowie den Bänken und dem Beichtstuhl. Der Hochaltar steht heute in der Kirche St. Johann Baptist in Sievernich. Einige wenige Ausstattungsstücke wie Heiligenfiguren, Bodenplatten der Maria-Hilf-Altar und die Kreuzigungsgruppe befinden sich in der Matthäuskapelle in Neu-Pattern. Über den Verbleib der übrigen Ausstattungsstücke ist nichts bekannt.

## Pfarrer
Folgende Priester wirkten bis zur Auflösung der Pfarre als Pfarrer an St. Matthäus:
- 1915–1931: Edmund Schmitz
- 1931–1960: Winand Lüttgens
- 1961–1968: Johannes Erkens
- 1969–1981: P. Johannes Engelen SMA
- 1981–1989: Karl Grubert